# 紀元前781年
紀元前781年（きげんぜん781ねん）は、西暦による年。

## 他の紀年法
- 干支 : 庚申
- 中国
  - 周 - 幽王元年
  - 魯 - 孝公26年
  - 斉 - 荘公贖14年
  - 晋 - 殤叔4年
  - 秦 - 荘公41年
  - 楚 - 若敖10年
  - 宋 - 戴公19年
  - 衛 - 武公32年
  - 陳 - 武公15年
  - 蔡 - 釐侯29年
  - 曹 - 恵伯15年
  - 鄭 - 桓公26年
  - 燕 - 頃侯10年
- 朝鮮
  - 檀紀1553年
- ユダヤ暦 : 2980年 - 2981年

## できごと
- 晋の太子仇がその一党を率いて殤叔を襲撃し、自ら晋侯として即位した。

## 死去
- 晋の殤叔